# Ministère des Affaires économiques (Lettonie)
Pour les articles homonymes, voir Ministère des Affaires économiques et Ministère de l'Économie et des Finances.
Le ministère de l'Économie de la République de Lettonie (en letton : Latvijas Republikas Ekonomikas ministrija) est la principale institution administrative de l'État chargée de la politique économique en Lettonie.
Le ministère représente également les intérêts économiques de la Lettonie dans l'Union européenne.

## Ministre de l'Économie
Le ministre des Affaires économique actuel est Viktors Valainis.

## Fonctions
Le ministère développe et met en œuvre la politique structurelle économique, la politique manufacturière, la politique économique extérieure, la politique du marché intérieur (biens et services), la politique de développement commercial, la politique de compétitivité et de développement technologique, la politique de construction et de logement. Pour atteindre ces objectifs, le ministère travaille en étroite collaboration avec des organisations non gouvernementales représentant des entrepreneurs et d'autres partenaires sociaux.

## Fonds structurels de l'UE
Le ministère de l'Économie est également responsable de l'introduction et de la supervision des programmes et des projets pour les fonds structurels de l'UE. Ces fonds sont administrés par l'Agence d'Investissement et de Développement de la Lettonie, une agence gouvernementale chargée de promouvoir le développement des entreprises en Lettonie en facilitant la croissance des investissements étrangers et en augmentant la compétitivité des entrepreneurs lettons sur les marchés nationaux et étrangers. L'Agence d'investissement et de développement de Lettonie est directement subordonnée au Ministère de l'économie.

## Institutions subordonnées
Le ministère de l'Économie supervise plusieurs agences gouvernementales en Lettonie: l'Agence d'Investissement et de Développement de Lettonie, l'Agence de développement du tourisme letton, le Bureau central des statistiques de Lettonie, le Conseil de la concurrence, le Centre de protection des droits des consommateurs et la Commission des services publics.

## Voir également
- Économie de la Lettonie